# 薩卜澤瓦爾

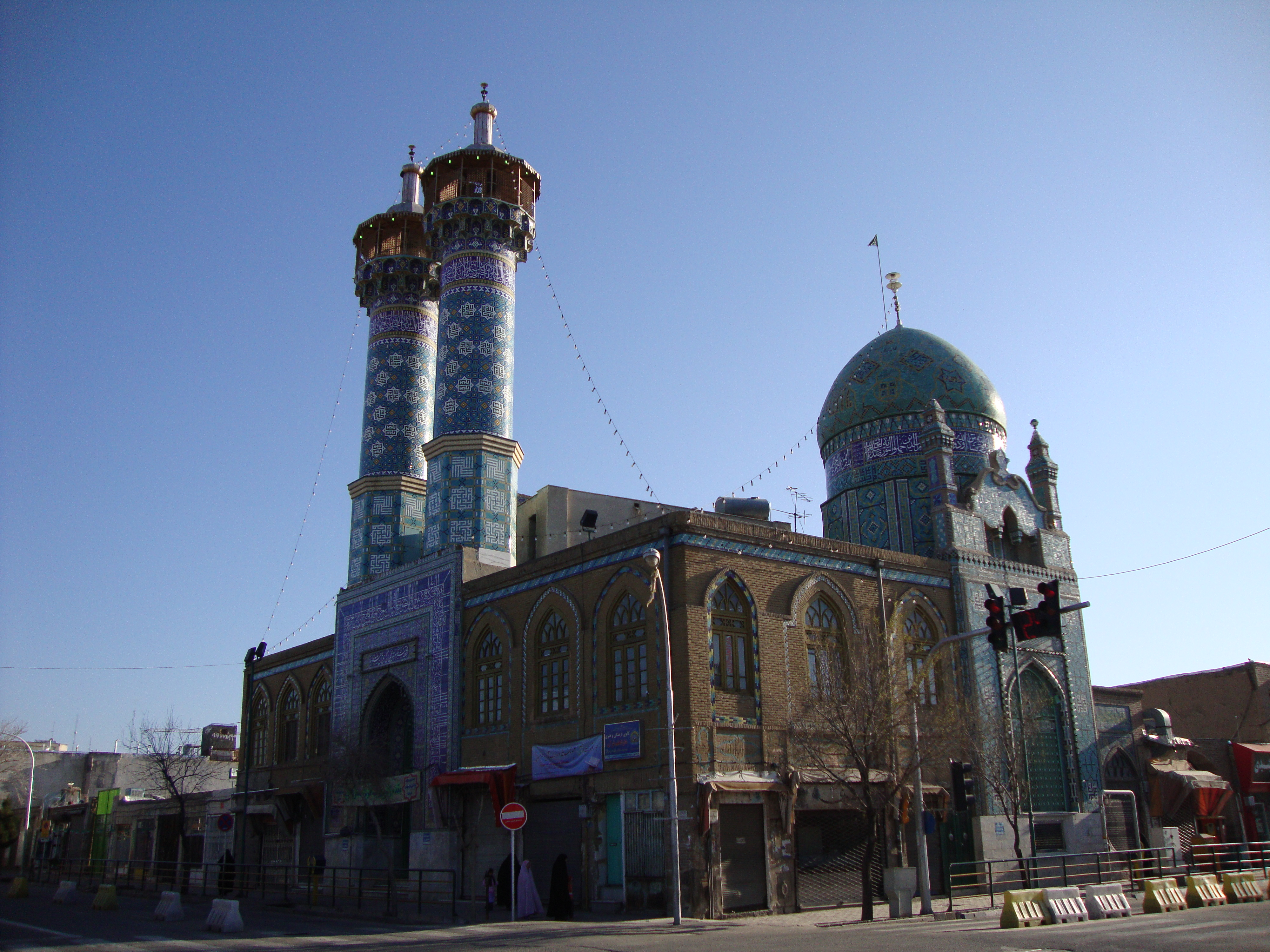

薩卜澤瓦爾（波斯語：‎，羅馬化：Sabzevar，讀音ⓘ）是伊朗的城市，位於該國東北部，由禮薩呼羅珊省負責管轄，距離首府馬什哈德220公里，海拔高度978米，2006年人口208,172，居民主要使用波斯語。

## 历史
萨布泽瓦尔的历史可以追溯到公元前一千年。古代遗迹包括至今仍清晰可见的火神庙阿扎巴尔津（Azarbarzin）。
蒙古人入侵伊朗后，在萨巴达尔民兵的领导下，该城成为伊朗最早走向自由的地区。
14 世纪，帖木儿入侵伊朗，彻底摧毁了这座城市。据当代资料记载，有 90 000 人被帖木儿杀害。帖木儿杀死了城里所有的人，然后割下他们的头颅，在现在的萨尔贝里兹（意为 "头颅之地"）广场上用这些头颅做了三个金字塔。
萨布泽瓦尔曾被萨法维王朝输给了外兴安岭的乌兹别克人，但在 1600 年左右萨法维王朝反攻之后，萨布泽瓦尔省与赫拉特和法拉一起被夺回。

## 外部連結
- Governorship Webpage （页面存档备份，存于）
- Latest news about Sabzevar
- Sabzevar Teacher Training University
- Sabzevar University of Medical Sciences （页面存档备份，存于）
- Islamic Azad University of Sabzevar （页面存档备份，存于）